# بلفاست (مين)
بلفاست (بالإنجليزية: Belfast, Maine)‏ هي مدينة تقع في الولايات المتحدة في مقاطعة والدو. يقدر عدد سكانها بـ 6,668 نسمة ومساحتها 99.38 كم2 وترتفع عن سطح البحر 26 متر.

## التركيبة السكانية
قام مكتب تعداد الولايات المتحدة بتحديد بيانات التركيبة السكانية لبلفاست في تعداد الولايات المتحدة. في ما يلي، التركيبة السكانية حسب تعدادي 2000 و2010.

### تعداد عام 2000
بلغ عدد سكان بلفاست 6,381 نسمة بحسب تعداد عام 2000، وبلغ عدد الأسر 2,765 أسرة وعدد العائلات 1,692 عائلة مقيمة في المدينة. في حين سجلت الكثافة السكانية 187.5 نسمة لكل ميل مربع (72.4/كم2). وبلغ عدد الوحدات السكنية 3,121 وحدة بمتوسط كثافة قدره 91.7 نسمة لكل ميل مربع (35.4/كم2).
وتوزع التركيب العرقي للمدينة بنسبة 97.56% من البيض و 0.27% من الأمريكيين الأصليين و 0.28% من الأمريكيين ذوي الأصول الآسيوية و 0.02% من سكان جزر المحيط الهادئ و 0.28% من الأمريكيين الأفارقة و 1.33% من عرقين مختلطين أو أكثر.
بلغ عدد الأسر 2,765 أسرة كانت نسبة 25.8% منها لديها أطفال تحت سن الثامنة عشر تعيش معهم، وبلغت نسبة الأزواج القاطنين مع بعضهم البعض 46.8% من أصل المجموع الكلي للأسر، وكانت نسبة 38.8% من غير العائلات. تألفت نسبة 31.5% من أصل جميع الأسر من أفراد ونسبة 13.3% كانوا يعيش معهم شخص وحيد يبلغ من العمر 65 عاماً فما فوق. وبلغ متوسط حجم الأسرة المعيشية 2.77، أما متوسط حجم العائلات فبلغ 2.23.
بلغ العمر الوسطي للسكان 43 عاماً. وكانت نسبة 20.9% من القاطنين تحت سن الثامنة عشر، وكانت نسبة 7.5% بين الثامنة عشر والأربعة وعشرون عاماً، ونسبة 24.2% كانت واقعةً في الفئة العمرية ما بين الخامسة والعشرون حتى والأربعة وأربعون عاماً، ونسبة 27.3% كانت ما بين الخامسة والأربعون حتى الرابعة والستون، ونسبة 20.0% كانت ضمن فئة الخامسة والستون عاماً فما فوق. يوجد لكل 100 أنثى 87.4 ذكر، ويوجد لكل 100 أنثى في الثامنة عشر من عمرها فما فوق 83.0 ذكر.
بلغ متوسط دخل الأسرة في المدينة 32,400 دولار، أما متوسط دخل العائلة فبلغ 43,253 دولار. وكان متوسط دخل الذكور 30,514 دولار مقابل 27,518 دولار للإناث. وسجل دخل الفرد الخاص بالمدينة 19,276 دولار. وكانت نسبة 10.0% من العائلات ونسبة 13.2% من السكان تحت خط الفقر، وكان من هؤلاء نسبة 19.5% تحت سن الثامنة عشر ونسبة 9.1% في الخامسة والستين من العمر وما فوق.

### تعداد عام 2010
بلغ عدد سكان بلفاست 6,668 نسمة بحسب تعداد عام 2010، وبلغ عدد الأسر 3,049 أسرة وعدد العائلات 1,729 عائلة مقيمة في المدينة. في حين سجلت الكثافة السكانية 195.9 نسمة لكل ميل مربع (75.6/كم2). وبلغ عدد الوحدات السكنية 3,582 وحدة بمتوسط كثافة قدره 105.2 لكل ميل مربع (40.6/كم2).
وتوزع التركيب العرقي للمدينة بنسبة 96.7% من البيض و 0.4% من الأمريكيين الأصليين و 0.4% من الأمريكيين ذوي الأصول الآسيوية و 0.5% من الأمريكيين الأفارقة و 1.8% من عرقين مختلطين أو أكثر.
بلغ عدد الأسر 3,049 أسرة كانت نسبة 24.1% منها لديها أطفال تحت سن الثامنة عشر تعيش معهم، وبلغت نسبة الأزواج القاطنين مع بعضهم البعض 41.4% من أصل المجموع الكلي للأسر، وكانت نسبة 43.3% من غير العائلات. تألفت نسبة 35.9% من أصل جميع الأسر من أفراد ونسبة 17.8% كانوا يعيش معهم شخص وحيد يبلغ من العمر 65 عاماً فما فوق. وبلغ متوسط حجم الأسرة المعيشية 2.73، أما متوسط حجم العائلات فبلغ 2.14.
بلغ العمر الوسطي للسكان 46.9 عاماً. وكانت نسبة 19.9% من القاطنين تحت سن الثامنة عشر، وكانت نسبة 6.1% بين الثامنة عشر والأربعة وعشرون عاماً، ونسبة 21.4% كانت واقعةً في الفئة العمرية ما بين الخامسة والعشرون حتى والأربعة وأربعون عاماً، ونسبة 30.6% كانت ما بين الخامسة والأربعون حتى الرابعة والستون، ونسبة 21.9% كانت ضمن فئة الخامسة والستون عاماً فما فوق.